# فرمان اجرایی ۹۰۶۶

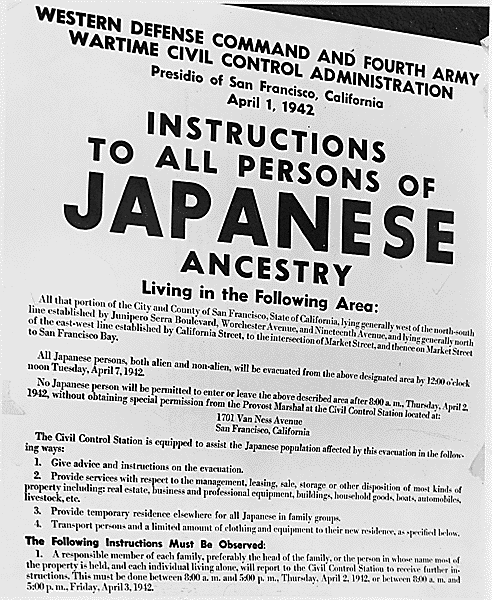
اعلامیه خطاب به زاپنی تبارها برای این که خود را برای جابه جایی اجباری معرفی کنند.

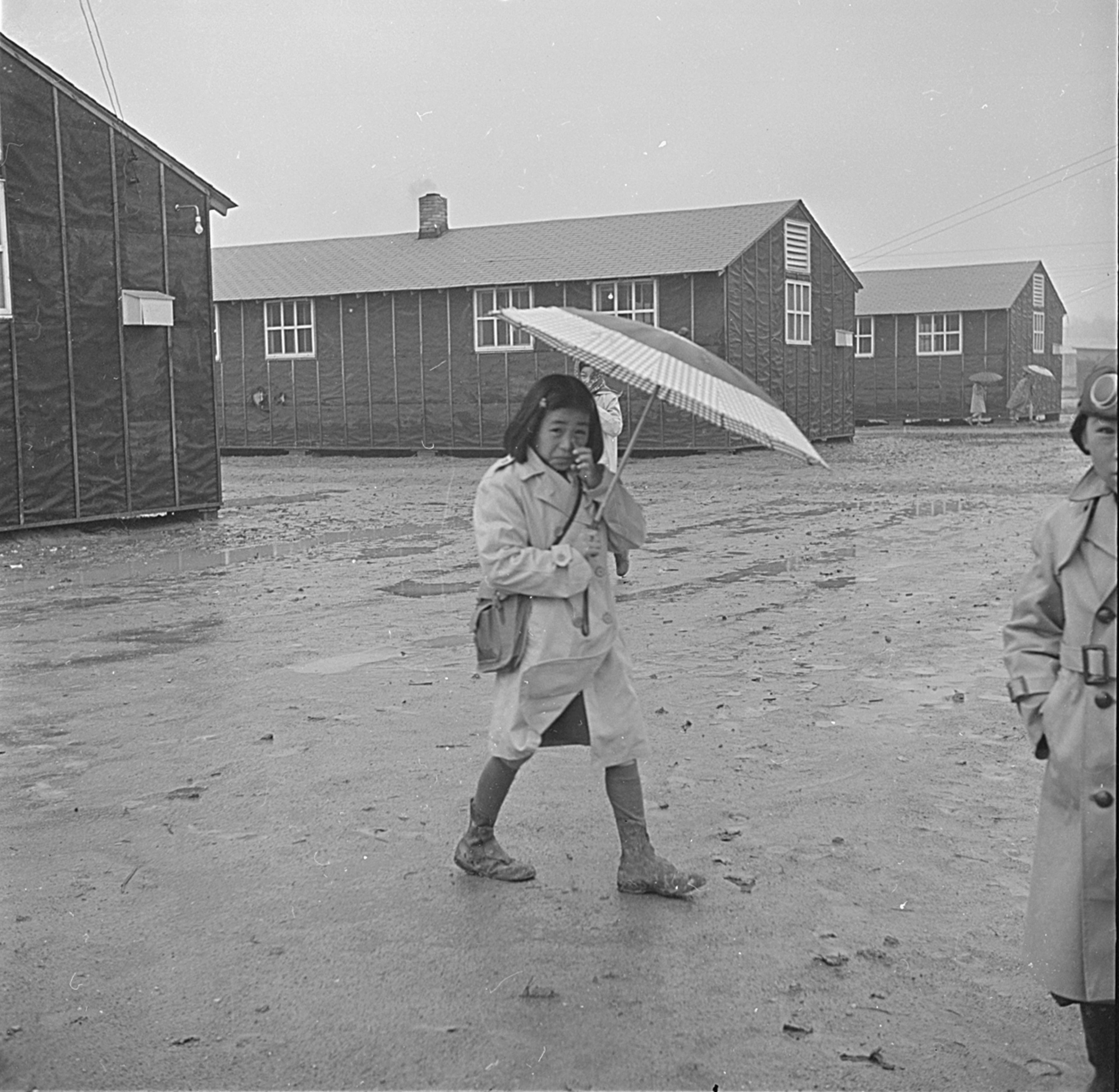
دختری در بازداشت در آرکانزاس در ۱۹۴۳ به مدرسه می‌رود.

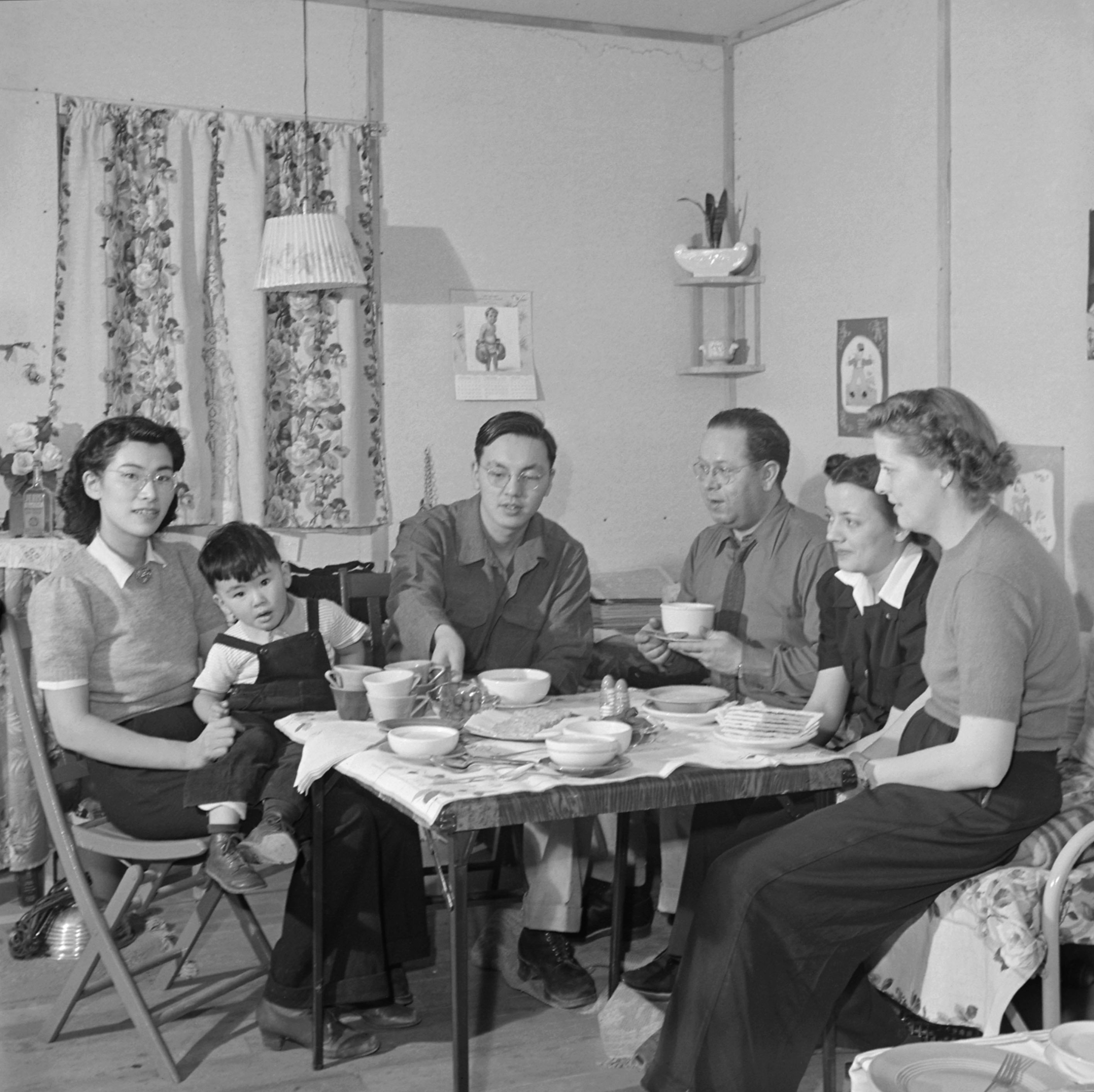
خانوادهٔ بیل هوساکاوا در مرکز جابه‌جایی کوه هارت در شمال غربی وایومینگ. این اردوگاه در پی فرمان اجرایی ۹۰۶۶، مقرر شد یکی از ده اردوگاهی باشد که برای بازداشت دسته‌جمعی ژاپنی‌های آمریکا ایجاد شود. این‌گونه اردوگاه‌ها از فوریه ۱۹۴۲ تا مارس ۱۹۴۶ برپا بودند و در این مدت بین ۱۱۰٬۰۰۰ تا ۱۲۰٬۰۰۰ ژاپنی‌تبار به اجبار در آن‌جای اسکان داده‌شدند.

فرمان اجرایی ۹۰۶۶ از فرمان‌های اجرایی رئیس‌جمهور ایالات متحده آمریکا بود که در جریان جنگ جهانی دوم توسط فرانکلین دلانو روزولت در ۱۹ فوریه ۱۹۴۲ امضا و صادر شد، و به وزارت جنگ اجازه اعلام مناطق خاصی را به عنوان نواحی نظامی داد. نهایتاً این فرمان راه را برای جابه جایی اجباری ژاپنی آمریکایی‌ها، ایتالیایی‌های آمریکا، و آلمانی آمریکایی‌ها به اردوگاه‌های اقامت اجباری هموار کرد. این فرمان را ترکیبی از هیستری جنگی می‌دانند که در واکنش‌ها به حملهٔ خلبان‌های ژاپنی به جزیره نیهاو هاوایی صورت گرفت و به موجب آن، اعلامیه‌ای خطاب به ژاپنی تبارها در راستای کوچیدن و اقامت اجباری برای آنها صادر گردید.
در ۲۱ مارس سال ۱۹۴۲، روزولت قانون عمومی ۵۰۳ را امضا نمود. این قانون تنها پس از ۱ ساعت بحث در سنا و ۳۰ دقیقه در مجلس تصویب شد تا زمینه‌ساز دستورهای اجرایی باشد. طبق این سند، برای تخطی از فرامین نظامی جریمه‌ای نقدی بالغ بر ۵۰۰۰ دلار به همراه ۱ سال زندان در نظر گرفته شده بود. ژاپنی‌ها و سایر آسیایی‌تبارهای ایالات متحده، برای دهه‌ها از سرخوردگی و ارعاب ناشی از نژادی متفاوت در رنج بودند. قوانینی همچون عدم ثبت مالکیت زمین برای آنها و همچنین، عدم امکان رای دادن، شهادت دادن علیه سفیدپوستان در دادگاه و سایر قوانین تبعیض‌امیز نژادی دیگر علیه آنها تا پیش از جنگ جهانی دوم نیز وجود داشت. به غیر از موارد ذکر شده، اداره تحقیقات فدرال و دفتر اطلاعات نیروی دریایی به همراه دفتر ویژه اطلاعات نظامی از اوایل دهه ۱۹۳۰، نظارت بر جوامع آمریکایی‌های ژاپنی‌تبار را در هاوایی و سراسر ایالات متحده انجام داده بودند.